# CX-Checker
CX-Checker（シーエックスチェッカー）は、C言語ソースコードを解析してコーディング規約に違反している部分を検出するコーディングチェッカーである。コーディング規約を柔軟にカスタマイズすることができ、プロジェクトに固有のコーディングルールなど、既存のコーディングチェッカーではチェックできない独自のルールもチェックさせられるのが特徴である。

## 概要
CX-Checkerは標準的ルールセットとして、MISRA Cの127個のルールのうち88個のルールを持っている。また、開発チームごとのオリジナルルールを実装することができる。ルールの実装方法は、その複雑さに合わせて
- XPathを用いた実装方法
- ルール記述用APIを用いた実装方法
- DOMを用いた実装方法

の3つが提供されている。
C言語ソースコードの解析にはSapidを利用し、CX-modelと呼ばれるXML表現の解析結果を使っている。
CX-Checkerは、2007年から実施された名古屋大学、愛知県立大学、南山大学の文部科学省助成 先導的ITスペシャリスト育成推進プログラムの一環として、アイシン精機（現:アイシン）と共同で開発、公開された。